# Aginter Press
A Aginter Press, também conhecida como Central Ordem e Tradição, foi uma pseudoagência de notícias estabelecida em Lisboa em Setembro de 1966, durante o regime do Estado Novo em Portugal.
A Agência, que estava envolvida na operação Gladio levada a cabo pela CIA e MI6 na Europa ocidental, com a cooperação da estrutura NATO, era dirigida pelo antigo capitão do Exército Francês, Yves Guérin-Sérac, que tinha tomado parte na fundação da OAS, um grupo militante clandestino que defendia uma "Argélia francesa" durante a guerra da Argélia entre 1954 e 1962, acusado de levar a cabo diversos atentados terroristas. A Aginter Press era na realidade uma organização de mercenários anti-comunista, com subsidiárias por todo o mundo. Treinava os seus membros em técnicas de operações clandestinas, incluindo ataques à bomba, eliminação de personalidades, guerra psicológica, comunicação e infiltração clandestinas e contra-insurreição.

## A Estratégia de Tensão em Itália
A Aginter Press tomou parte na estratégia de tensão na Itália, uma campanha de pseudo-operações levadas a cabo pela CIA e MI6, incluindo ataques à bomba e uma tentativa de golpe de estado organizada pelos neofascistas italianos, com o apoio de ramos da Maçonaria, da Máfia e de redes clandestinas da NATO.

## Outras actividades da Aginter Press
A Agência trabalhou para vários regimes autoritários de direita em todo o mundo, incluindo os de Portugal, Espanha e Grécia. Os seus agentes trabalhavam disfarçados de jornalistas ou repórteres fotográficos, permitindo-lhes viajar e investigar.
Uma actividade importante da Aginter Press foi o seu envolvimento na luta contra os movimentos independentistas das colónias portuguesas.

## 25 de Abril de 1974: o fim
Na sequência do golpe de 25 de Abril de 1974 os membros da Aginter Press fugiram de Lisboa para Espanha e depois para a América do Sul, pondo assim termo ao funcionamento da agência. Quando os juízes D'Ambrosio e Alessandrini organizaram uma carta rogatória em Lisboa, na sede da Aginter havia "uma vasta documentação, uma cave inteira. Quem a tinha visto disse que era um arquivo que correspondia, quantitativamente, ao de um serviço secreto médio em um país civilizado".